# Westland Shopping Center
Pour les articles homonymes, voir Westland.
Le Westland Shopping Center, appelé aussi Westland ou Shopping d'Anderlecht, est l'un des plus grands centres commerciaux de Belgique, situé à Anderlecht, dans l'ouest de Bruxelles.
Le centre abrite plus de 130 enseignes et 10 restaurants, dans un espace de plus de 80 000 m² répartis sur 2 étages. Le parking de 1600 places est payant depuis le 1er février 2016.

## Histoire
René Bracops conclue un partenariat avec la société Devimo. La construction du Westland débute en 1971. Le centre commercial est inauguré par Henri Simonet le 30 août 1972. D'une superficie de 35 000 m², le Westland compte alors une centaine de magasins dont un Bon Marché et un Innovation, et il est doté d'un parking de 2 000 places. Ses capacités sont alors très proches de celles du Woluwe Shopping Center ouvert quatre ans auparavant.
En 2012, une statue de Jean-Claude van Damme est inaugurée devant le centre commercial. En 2017, une partie du plafond s'effondre, ce qui provoque la fermeture temporaire du centre commercial.
Le Westland subit des rénovations qui s'achèvent en 2022.

## Commerces
Le centre commercial compte des enseignes de restaurations, prêt-à-porter, électronique, cosmétiques, librairies.